# Klemen Kosi
Klemen Kosi (* 19. Juni 1991 in Maribor) ist ein slowenischer Skirennläufer. Er ist auf die Disziplinen Abfahrt und Super-G spezialisiert.

## Biografie
Im Dezember 2006, nach Erreichen der Alterslimite von 15 Jahren, bestritt Kosi seine ersten FIS-Rennen. Zunächst trat er in allen Disziplinen an. Die ersten Siege bei FIS-Rennen gelangen ihm zu Beginn der Saison 2008/09. Im Dezember 2009 debütierte er im Europacup. Kosi nahm an zwei Juniorenweltmeisterschaften teil, sein bestes Ergebnis war 2011 der vierte Platz im Slalom. Sein Debüt im Weltcup gab er am 6. März 2011 beim Heimrennen in Kranjska Gora; er startete im Slalom und schied im ersten Lauf aus. Im Januar 2012 fuhr er im Europacup erstmals in die Punkteränge, einen Monat später folgte das erste Top-10-Ergebnis mit einem fünften Platz in der Super-Kombination von Sarntal/Reinswald. Zum Abschluss der Saison sicherte er sich zwei Titel bei den slowenischen Meisterschaften; er gewann den Super-G und die Super-Kombination.
Ab der Saison 2012/13 begann sich Kosi vermehrt auf die schnellen Disziplinen zu konzentrieren. Die ersten Weltcuppunkte holte er am 18. Januar 2013 in Wengen mit dem 14. Platz in der Super-Kombination. Bei den Weltmeisterschaften 2013 in Schladming fuhr Kosi vier Rennen und überraschte mit dem 12. Platz in der Super-Kombination. 2014 nahm Kosi an den Olympischen Winterspielen in Sotschi teil, wobei der 24. Platz in der Abfahrt sein bestes Ergebnis war. Am 24. Januar 2015 egalisierte er mit Platz 14 in der Hahnenkammabfahrt von Kitzbühel sein bestes Weltcupergebnis.

## Erfolge

### Olympische Spiele
- Sotschi 2014: 24. Abfahrt, 29. Super-G, 37. Riesenslalom
- Pyeongchang 2018: 10. Alpine Kombination, 25. Super-G

### Weltmeisterschaften
- Schladming 2013: 12. Super-Kombination, 27. Super-G, 29. Abfahrt, 31. Riesenslalom
- Vail/Beaver Creek 2015: 10. Super-G, 16. Alpine Kombination, 33. Riesenslalom
- St. Moritz 2017: 22. Alpine Kombination, 24. Abfahrt
- Åre 2019: 9. Mannschaftswettbewerb, 24. Alpine Kombination, 43. Abfahrt

### Weltcup
- 3 Platzierungen unter den besten zehn

### Weltcupwertungen
| Saison  | Gesamt | Gesamt | Abfahrt | Abfahrt | Super-G | Super-G | Kombination | Kombination |
| Saison  | Platz  | Punkte | Platz   | Punkte  | Platz   | Punkte  | Platz       | Punkte      |
| ------- | ------ | ------ | ------- | ------- | ------- | ------- | ----------- | ----------- |
| 2012/13 | 113.   | 18     | –       | –       | –       | –       | 19.         | 18          |
| 2013/14 | 126.   | 9      | –       | –       | –       | –       | 30.         | 9           |
| 2014/15 | 91.    | 53     | 42.     | 26      | 46.     | 11      | 20.         | 16          |
| 2015/16 | 68.    | 129    | 45.     | 14      | 30.     | 51      | 11.         | 64          |
| 2016/17 | 100.   | 40     | 53.     | 1       | 53.     | 3       | 16.         | 36          |
| 2017/18 | 97.    | 42     | 47.     | 14      | 51.     | 2       | 20.         | 26          |
| 2018/19 | 92.    | 60     | 45.     | 16      | 25.     | 42      | 43.         | 2           |
| 2019/20 | 93.    | 63     | 48.     | 14      | 34.     | 23      | 24.         | 26          |

### Europacup
- 3 Platzierungen unter den besten zehn

### Juniorenweltmeisterschaften
- Mont Blanc 2010: 7. Kombination, 19. Slalom, 35. Riesenslalom, 57. Abfahrt
- Crans-Montana 2011: 4. Slalom, 6. Kombination, 15. Super-G, 24. Abfahrt, 28. Riesenslalom

### Weitere Erfolge
- 7 slowenische Meistertitel (Abfahrt 2015 und 2019, Super-G 2012 und 2019, Riesenslalom 2014, Kombination 2012 und 2017)
- 1 slowenischer Juniorenmeistertitel (Slalom 2010)
- 9 Siege in FIS-Rennen
- 4 Siege im South American Cup